# Kenny Dehaes
Kenny Dehaes (Ukkel, 10 november 1984) is een Belgisch ex-wielrenner. Eind 2019 sloot hij zijn carrière af bij Wallonie Bruxelles Cycling Team.

## Biografie
Dehaes begon zijn sportcarrière als voetballer. Door een blessure stapte hij op 16-jarige leeftijd over naar het wielrennen, mede doordat zijn vader Christian vroeger ook wielrenner was. Begin 2000 sloot hij zich aan bij de club Royal Cureghem Sportif. Na een korte aanpassingsperiode behaalde hij enkele overwinningen. In twee seizoenen behaalde hij elf overwinningen. De meeste successen behaalde hij in de sprint of na een solo in kasseiwedstrijden. Uitzondering hierop was een Waalse klimwedstrijd waar hij tweede werd.
In 2004 werd hij gehinderd door knieproblemen. Toch werd het geen verloren seizoen en won hij de Trofee van Haspengouw binnen. Zijn doorbraak kwam er in 2005; in de Ronde van Vlaanderen presteerde hij sterk en won de amateurversie van deze wedstrijd. Enkele maanden later werd hij provinciaal kampioen. Zijn eerste profcontract tekende hij bij Chocolade Jacques-Topsport Vlaanderen in 2006. Dat seizoen bereikte Dehaes een tiende plaats in Parijs-Brussel. In de Schaal Sels kwam waar hij solo over de streep in 2007. Dat hele najaar bereikte hij nog enkele top 10-plaatsen.
Het seizoen in 2008 begon met een 7de en een 10de plaats in de Ronde van Qatar. Hij had al snel een redelijke vorm te pakken en dat resulteerde in een 36ste plaats in Kuurne-Brussel-Kuurne. In de daaropvolgende Driedaagse van West-Vlaanderen was hij elke rit bijzonder aanvallend met als gevolg dat hij de rushestrui mee naar huis mocht nemen. Verder kon hij als 16de eindigen in de Ronde van het Groene Hart en 23ste in Dwars door Vlaanderen. Dehaes groeide steeds meer uit tot sprinter, wat bleek in Gent-Wevelgem, toen hij 5de eindigde na een massasprint. Na een korte rustperiode mocht hij in de Vierdaagse van Duinkerke voor het eerst zijn handen echt in de lucht gooien. In de 3e etappe hield hij Thor Hushovd achter zich in een machtssprint bergop. Op 1 kilometer van de streep begon het lichtjes te klimmen tot op de uiteindelijke meet. In de laatste rit in Duinkerke werd hij tweede in de sprint, alsook in de openingsrit van de Ronde van Picardië.
Na zijn wielercarrière was Dehaes een tijdje verzorger bij de wielerploeg Alpecin-Fenix. Daarna ging hij aan de slag bij RSC Anderlecht als masseur.

## Palmares

### Overwinningen
2007
Schaal Sels
2008
3e etappe Vierdaagse van Duinkerke
1e etappe Ronde van België
2010
GP Dr. Eugeen Roggeman – Stekene
2012
GP Dr. Eugeen Roggeman – Stekene
2013
Trofeo Palma
Handzame Classic
Halle-Ingooigem
4e etappe Ronde van Wallonië
2014
Ronde van Drenthe
Nokere Koerse
2015
Stan Ockers Classic
GP Stad Zottegem
2016
5e etappe Vierdaagse van Duinkerke
3e etappe Ronde van Picardië
Ronde van Limburg
2017
Gooikse Pijl
2018
GP Denain
Grand Prix de la ville de Pérenchies

### Resultaten in voornaamste wedstrijden
| Jaar | Ronde van Italië | Ronde van Frankrijk | Ronde van Spanje |
| ---- | ---------------- | ------------------- | ---------------- |
| 2006 |                  |                     |                  |
| 2007 |                  |                     |                  |
| 2008 |                  |                     |                  |
| 2009 |                  |                     |                  |
| 2010 |                  |                     |                  |
| 2011 |                  |                     |                  |
| 2012 |                  |                     |                  |
| 2013 | 156e             |                     |                  |
| 2014 | buiten tijd      |                     |                  |
| 2015 |                  |                     |                  |
| 2016 |                  |                     |                  |
| 2017 |                  |                     |                  |
| 2018 |                  |                     |                  |
| 2019 |                  |                     |                  |

| Jaar | Gent-Wevelgem | Ronde van Vlaanderen | Parijs-Roubaix | Amstel Gold Race | E3 Harelbeke | Brussels Cycling Classic | Brabantse Pijl |
| ---- | ------------- | -------------------- | -------------- | ---------------- | ------------ | ------------------------ | -------------- |
| 2006 |               |                      |                |                  |              | 10e                      |                |
| 2007 |               |                      |                |                  |              | 7e                       |                |
| 2008 | 5e            |                      | opgave         |                  |              |                          | 60e            |
| 2009 | opgave        |                      | opgave         |                  | opgave       | 4e                       | 71e            |
| 2010 | opgave        |                      |                |                  |              | 50e                      |                |
| 2011 |               |                      |                |                  |              | 18e                      |                |
| 2012 | 141e          | opgave               | 73e            |                  |              | 26e                      |                |
| 2013 |               |                      | opgave         |                  | opgave       | 178e                     | 10e            |
| 2014 |               | opgave               | 130e           |                  | 103e         |                          |                |
| 2015 |               |                      |                |                  |              | 9e                       |                |
| 2016 | opgave        | opgave               | 67e            | opgave           |              | 8e                       |                |
| 2017 |               |                      |                |                  |              | 4e                       |                |
| 2018 | 144e          | opgave               | 93e            |                  | opgave       | 7e                       |                |
| 2019 | opgave        |                      |                |                  |              |                          |                |

## Ploegen
- 2005 –  Amuzza.com-Davo
- 2006 –  Chocolade Jacques-T Interim-Capri Sonne
- 2007 –  Chocolade Jacques-Topsport Vlaanderen
- 2008 –  Topsport Vlaanderen
- 2009 –  Team Katjoesja (tot 30-6)
- 2009 –  Silence-Lotto (vanaf 1-7)
- 2010 –  Omega Pharma-Lotto
- 2011 –  Omega Pharma-Lotto
- 2012 –  Lotto-Belisol
- 2013 –  Lotto-Belisol
- 2014 –  Lotto-Belisol
- 2015 –  Lotto Soudal
- 2016 –  Wanty-Groupe Gobert
- 2017 –  Wanty-Groupe Gobert
- 2018 –  WB Aqua Protect Veranclassic
- 2019 –  Wallonie Bruxelles Cycling Team